# Spanish Girl's Club
El Spanish Girl's Club fue un club de fútbol femenino con sede en Barcelona que solo existió unas pocas semanas durante el verano de 1914. A pesar de su corta vida, el club se convirtió en un hito histórico al ser el primer equipo de fútbol femenino del país y uno de los pioneros en la promoción de este deporte entre las mujeres.
Fue creado en 1914 por Paco Bru, quien encontró muchos obstáculos durante la preparación del primer partido, al tener que enfrentarse a las protestas de los padres, y familiares masculinos de las jugadoras, debido a sus requisitos respecto a la equipación y a que las jugadoras compartieran duchas en el vestuario tras los partidos. Pero a pesar de todo ello, un grupo de pioneras, entonces consideradas "marimachos", rompieron con los estereotipos de la época y jugaron el primer partido de fútbol femenino en España el 9 de junio de 1914.

## Trayectoria
A principios del siglo XX, la mujer que practicaba deporte en España se enfrentaba a un entorno adverso. Su inferior posición social y la carencia de derechos civiles la colocaban en una posición de desventaja considerable frente al hombre, incluso en el ámbito físico.En este contexto, en 1914 Paco Bru, destacado exfutbolista del RCD Espanyol y del FC Barcelona, recibió el encargo de dar vida al primer equipo femenino del país y entrenar a sus componentes para un partido que se celebraría en un plazo de 45 días. Se trataba de un encuentro benéfico con el objetivo de recaudar fondos para la lucha contra la tuberculosis, enfermedad que causaba estragos en aquella época.
Por este motivo, Paco Bru creó y organizó el Spanish Girl's Club inspirado en los equipos de fútbol femenino en Inglaterra. A pesar de ser una asociación de fútbol pequeña, el club contaba con una organización sólida, cuya sede oficial estaba ubicada en las instalaciones barcelonesas de la empresa L'Amistat en la calle Consell de Cent, en Barcelona. Algunas fuentes indican que el primer entrenador del equipo fue el inglés Jack Greenwell, que en ese momento también era jugador-entrenador del equipo masculino de Barcelona, que luego fue sustituido por Bru. Meses antes de que Paco Bru formara este equipo femenino, existía otro club en Barcelona cuya directiva estaba formada exclusivamente por mujeres, aunque sus jugadores eran hombres. Esta experiencia liderada por Bru, sin embargo, fue la primera en la que las mujeres ocuparon un lugar central en el terreno de juego.
Como era de esperar en la España de 1914, este club de fútbol femenino resultó sorprendente y polémico; las reacciones en la prensa estaban divididas entre el asombro y la simpatía, haciendo comentarios no exentos de machismo y misoginia. El líder de este proyecto, Paco Bru, encontró muchos obstáculos a la hora de hacer realidad su encargo. Las primeras voces masculinas que se opusieron a los requisitos que Bru consideraba necesarios para completar con éxito el partido fueron las de los padres, maridos y hermanos de las jugadoras implicadas, que protestaron por la equipación. Bru estableció como condición imprescindible que las mujeres jugaran con ropa cómoda, es decir, pantalones cortos; así como que después de los partidos se ducharan todas en el vestuario. 
Estas exigencias del entrenador provocaron el enfado de los hombres, que supuestamente tuvieron que dar su consentimiento. Bru afirmó: "No les permitiré usar ropa interior que no sea muy fina, por razones de higiene". Según mencionó en un artículo publicado años después, su objetivo era fomentar la unión entre las jugadoras dentro del campo, emulando la dinámica de los equipos masculinos.
Los días previos al encuentro hubo gran expectación, consiguiendo una mayor afluencia de público del que se esperaba. El término "marimacho" se escuchó con insistencia, no solo durante el partido, sino también los días previos y posteriores al encuentro, algo que Paco Bru se afanaba en erradicar con su ideal de sportwoman. Finalmente, después de 45 días de entrenamiento y sortear los problemas con los familiares masculinos de las jugadoras, por las condiciones impuestas por Bru, Greenwell las consideró listas para aparecer en público.  
Sin embargo, ante la imposibilidad de encontrar un equipo masculino que accediera a participar en el encuentro, las jugadoras del Spanish Girl's Club quedaron divididas en dos equipos: Montserrat, de blanco, y Giralda, de rojo, actuando como árbitro el propio Bru. Y así, el 9 de junio de 1914, a las 17:15 horas, el Spanish Girl's Club disputó su primer partido en el campo del RCD Español, que finalizó con la victoria del Giralda por 2-1. El partido, presidido por el Capitán General de Cataluña César del Villar, acompañado de su hija, se celebró con fines benéficos a favor de la Federación Femenina contra la Tuberculosis. Algunas de las jugadoras que saltaron a la terreno de juego haciendo historia ese día fueron: Dorotea Aloños, Mercedes Azul, Narcisa Colomer, Concha Ferrer, Juanita Paño, Emilia Paños y Mercedes Queralt, entre otras.
Este evento está considerado como el primer partido de fútbol femenino de España y provocó muchas opiniones negativas en su momento, porque, aunque algunas mujeres que destacaban en deportes como el patinaje, el tenis o el esquí empezaban a tomar protagonismo, el fútbol fue considerado por la gran mayoría como un deporte exclusivamente masculino. La propuesta de formar un equipo de fútbol femenino con fines benéficos no estuvo exenta de detractores.

## Declive y desaparición
A pesar de volverse populares y jugar lo suficientemente bien como para que un periódico deportivo dijera que pronto podrían competir con equipos juveniles o de segunda categoría masculinos, los equipos no duraron mucho. Su futuro dependía de una gira prevista por varias ciudades españolas, así como por el sur de Francia para jugar allí contra equipos femeninos. Pero esta gira fue cancelada debido al estallido de la Primera Guerra Mundial y el Spanish Girl's Club nunca volvió a jugar. Los periódicos locales continuaron informando sobre los equipos femeninos en Inglaterra y sugirieron que el fútbol femenino pronto llegaría a España. Sin embargo, los deportistas y defensores del deporte en España argumentaban que era demasiado peligroso o masculino para ser jugado por mujeres. 

## Uniforme
Las futbolistas se dividían en 2 clubes, el Montserrat y la Giralda, y organizaba partidos de exhibición entre estos dos teams. El club había hecho partidos de exhibición en ciudades como Sabadell, Mataró, Barcelona y Reus, también tenía programado hacer partidos de exhibición en Valencia, Palma y Pamplona durante los sanfermines, así como, en algunas localidades del sud de Francia, pero debido a la Primera Guerra Mundial hizo cancelar esta gira.                                                                                                   
| Montserrat | Giralda |